# Vida Goldstein

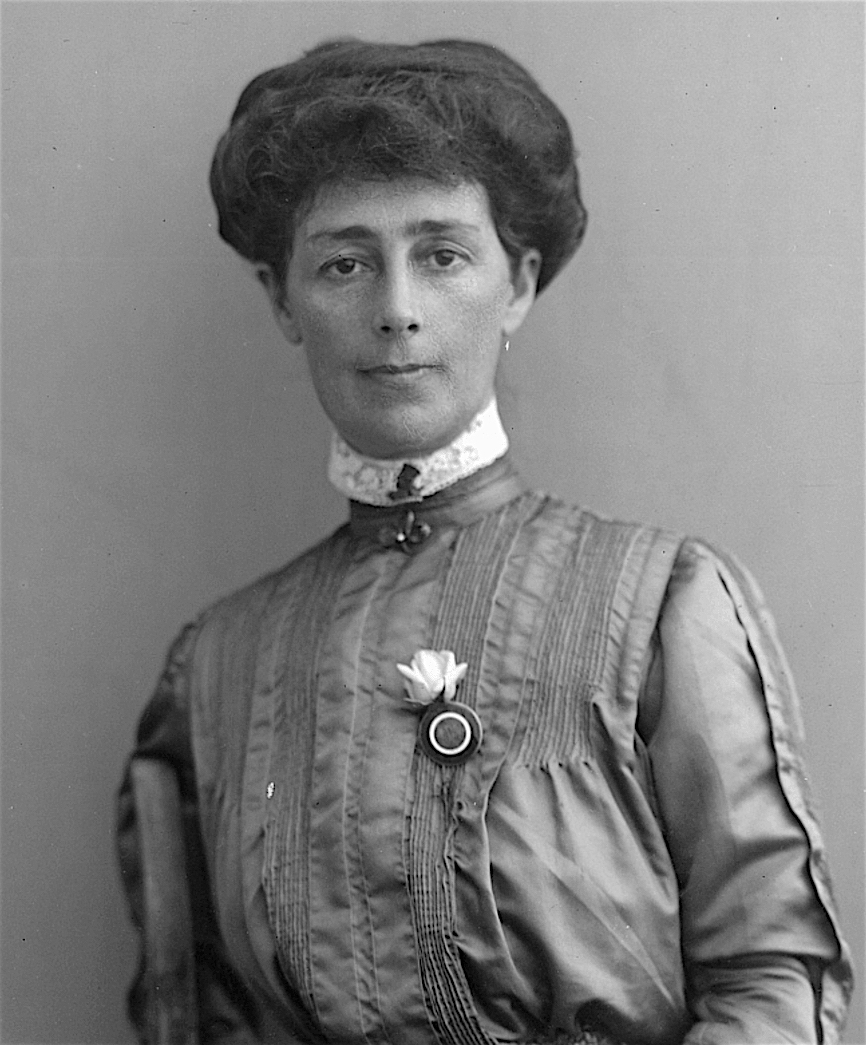
Vida Goldstein ungefähr in der Zeit des 1. Weltkriegs

Vida Jane Goldstein (geboren am 13. April 1869 in Portland, Australien; gestorben am 15. August 1949 in South Yarra) war eine australische Sozialreformerin, Pazifistin und Frauenrechtlerin, die fünfmal bei australischen Parlamentswahlen teilnahm.

## Leben
Goldstein war das älteste von fünf Kindern des seit 1858 in Portland lebenden irisch-polnischen Einwanderers Jacob Robert Yannasch Goldstein (1839–1910) und seiner Frau Isabella, geborene Hawkins (1849–1916), älteste Tochter des aus Schottland stammenden Hausbesetzers Samuel Proudfoot Hawkins, die am 3. Juni 1868 geheiratet hatten. 1877 zog die Familie nach Melbourne. Vidas Vater war Leutnant in der Artilleriegarnison von Victoria und nahm verschiedene Ehrenämter in der Melbourner Wohltätigkeitsorganisation ein; die Mutter war eine frühe Feministin und sozial in ihrer Gemeinde engagiert. Ihre Familie war damit in der oberen Mittelklasse verwurzelt.
Vida Goldstein beteiligte sich bei den sozialen Tätigkeiten ihrer Mutter Isabella in der Gemeinschaft der Australian Church des liberal-presbyterianischen Predigers Charles Strong. Kennzeichen dieses sozialen Engagements war es, dass Hilfe nicht wahllos, sondern entsprechend wissenschaftlich erarbeiteten Kriterien vergeben werden sollte. Die junge Frau lernte bei der Tätigkeit auch die Kehrseite der eigentlich boomenden Wirtschaft von Melbourne kennen. Ihre Eltern entfremdeten sich voneinander, denn Jacob Goldstein gehörte zu den Kritikern der Suffragettenbewegung, wohingegen seine Frau Abolitionistin und Feministin war. Dennoch ermöglichte das Ehepaar den vier Töchtern eine gute Ausbildung, welche Vida 1886 als erste abschloss. Die Schwestern Lina und Elsie heirateten 1892 und 1898 in gutsituierte Verhältnisse; der Bruder Selwyn wurde Bergwerksingenieur; Aileen und Vida blieben unverheiratet. Dabei war Vida als wohlerzogene, intelligente und hübsche junge Frau durchaus von verschiedenen Verehrern umworben, darunter John Monash.
Ende der 1880er Jahre reifte allerdings in Vida Goldstein der Entschluss, nicht zu heiraten, um voll für die karitative Arbeit zur Verfügung zu stehen. Endgültig dafür entschied sie sich 1891, als sie ihrer Mutter bei der Unterschriftensammlung für die „Monster Petition“ half, bei der innerhalb von sechs Wochen 30.000 Unterstützerinnen für das Frauenwahlrecht gewonnen wurden. Sie wurde Mitglied in einer Anti-Sweating-Liga sowie verschiedenen anderen Wohltätigkeitsorganisationen, die von der Australian Church propagiert wurden. In der Zeit der Melbourner Bankenkrisen von 1892 bis 1898 verdiente Vida Goldstein ihren Lebensunterhalt als Lehrerin in der gemeinsam mit ihren Geschwistern betriebenen gemischten Schule in St Kilda. 1899 starb ihre ältere Freundin und Mentorin Annette Bear-Crawford, und Goldstein trat in deren Fußstapfen als Anführerin der Melbourner Frauenrechtlerinnen. Im Folgejahr vertrat sie den Fall der zum Tode verurteilten jungen Kindsmörderin Margaret Heffernan und beschuldigte die viktorianische Gesellschaft ihrer Zeit, an den Umständen des Falls mitschuldig zu sein. Belesen, gewitzt und politisch wie rhetorisch geschult, erhielt Goldstein große Aufmerksamkeit. Heffernans Urteil wurde als Folge der Brief- und Medienkampagne revidiert, und Goldsteins Ansehen stieg, zumal sie nicht den gängigen Stereotypen australischer Suffragetten entsprach.
Goldstein und ihre Mitstreiter blieben hartnäckig, und das Frauenwahlrecht wurde auf bundesstaatlicher Ebene in den 1890er Jahren allmählich eingeführt. 1902 wurde den (weißen) Frauen Australiens das aktive und passive Wahlrecht auf der nationalen Ebene gewährt, nach Neuseeland war Australien somit der zweite Staat weltweit, in dem dies ermöglicht wurde. 1902 vertrat Goldstein die ehemaligen britischen Kolonien Australien und Neuseeland bei einem Frauenwahlrechtskongress in den USA, bereiste dabei auch das Land und traf unter anderem Präsident Theodore Roosevelt. Wieder heimgekehrt, trat Goldstein neben anderen Kandidatinnen (Nellie Martel, Mary Moore-Bentley und Selina Anderson) bei den Parlamentswahlen im Dezember 1903 als unabhängige Direktkandidatin an, jedoch wurde keine der Frauen gewählt. Goldstein selbst erhielt aber immerhin über 50.000 Stimmen, knapp 5 %. Erst 1943 sollte schließlich eine Frau in den australischen Senat einziehen.
In den folgenden zwei Jahrzehnten bis Anfang der 1920er Jahre galt Goldstein als Aushängeschild des australischen Feminismus. Sie leitete die Women's Political Association und publizierte Woman's Sphere (1900–1905) und später Woman Voter (1909–1920), zwei Journale zur politischen Frauenbildung, mit denen sie den Boden für künftige, erfolgreichere Wahlen bereiten wollte. Sie bereiste das Land, leitete Kundgebungen und verbreitete ihre Botschaft vom Feminismus, sowie zunehmend auch von Pazifismus und sozialer Gleichheit. Dies verhalf ihr allerdings auch zu prominenten Gegnern in Politik und Regierung, die sie als Staatsfeindin bezeichneten und sie überwachen oder zensieren ließen. Sie trat noch vier weitere Male als Parlamentskandidatin an: 1910 und 1917 für den Senat, 1913 und 1914 für das Repräsentantenhaus. Zu ihren Positionen gehörten: Gleiche Rechte und gleiche Bezahlung für Frauen; Besetzung öffentlicher Ämter durch Frauen; Güterumverteilung, um auch ärmeren sozialen Schichten die Teilhabe an der Gesellschaft zu ermöglichen; Beschränkung von Zuwanderung; Ende einer kapitalistischen und rassistischen Politik für die weiße Oberschicht. Ihr Beharren, unabhängig von Parteien zu kandidieren und gegebenenfalls Premierministerin werden zu wollen, verschreckte jedoch auch Wähler. In der oft gegen sie eingenommenen Presse wurden ihre Auftritte teilweise falsch oder gar nicht wiedergegeben. Anfeindungen, sie sei Sozialistin, wehrte sie klar ab: Sie sei Demokratin und kämpfe für Gleichheit.
Ihre sozialreformerischen Schriften sowie ihr umtriebiger Lobbyismus beeinflussten zahlreiche Zeitgenossen und Unterstützer, darunter der Premierminister Alfred Deakin. Auf ihr Betreiben wurde der Children’s Court Act im Parlament verabschiedet. Sie propagierte erfolgreich die Anhebung des Mindestalters für Heirat und Sexualmündigkeit, Beschränkung der Frauenausbeutung auf der Arbeit, gleiche Besitzrechte in der Ehe und Maßnahmen gegen Lebensmittelverfälschung. Der langjährige Richter im australischen High Court, H. B. Higgins, soll ihren 1907 publizierten Berechnungsansatz für ein existenzsicherndes Gehalt in seinem richtungsweisenden Erntehelfer-Urteil von 1908 herangezogen haben.

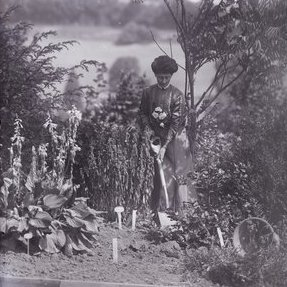
Goldstein beim Pflanzen von Bäumen beim Eagle House in England. Fotografie durch Oberst Linley Blathwayt.

Sie selbst wirkte bei der Gründung zahlreicher Vereinigungen mit, darunter der National Council of Women (als australische Vertretung im Weltfrauenrat), der Women Writers’ Club und die Victorian Women’s Public Servants’ Association. Im Februar 1911 wurde Goldstein nach England eingeladen, wo sie die militanten Suffragetten beschwichtigen, aber zugleich inspirieren konnte. Vor ihrer Abreise war sie noch Mitgründerin eines Vereins zu dem Zweck, die australischen und neuseeländischen Frauenwahlrechte vor reaktionärer Politik im englischen Mutterland zu schützen. Unter dem Eindruck des Ersten Weltkriegs war Goldstein 1915 gemeinsam mit Adela Pankhurst Mitbegründerin und erste Präsidentin der Women’s Peace Army, einer Friedensbewegung, die unter anderem Bürgerbefragungen vor nationalen Kriegserklärungen forderte. Ihr geliebter, einziger Bruder Selwyn Goldstein starb bei seinem ANZAC-Einsatz an der Front.
Von 1919 bis 1922 reiste sie durch Europa und verbreitete dabei eine pan-nationale Friedensbotschaft, unter anderem auf dem ersten Nachkriegskongress der WILPF in Zürich. Sie bewarb dabei das „australische Experiment“ des Frauenwahlrechts, welches sich über knapp zwei Jahrzehnte bewährt habe.
1922 nach Australien zurückgekehrt, war sie allerdings enttäuscht und desillusioniert und zog sich aus der Öffentlichkeit zurück. Ihre Journale wie auch die Women's Political Association wurden eingestellt. Ihre Lobbyarbeit für Sozialreformen setzte sie nur noch leise fort. Das prägende Leitbild ihrer späten Jahre war eine „Internationale Geschwisterschaft auf Basis christlicher Werte“.
Für die Christian-Science-Kirche in ihrem elterlichen Wohnort in South Yarra, wo sie mit zweien ihrer Schwestern wohnte, praktizierte sie noch als Heilerin und zeitweise als Gemeindevorsteherin. Sie starb, weitgehend unbemerkt, 1949 an einem Krebsleiden. Ihre Asche wurde im Wind verstreut. Die australische League of Women Voters stiftete im Folgejahr einen literarischen Gedenkpreis. Erst mehrere Jahrzehnte später begann eine breitere Öffentlichkeit, sich an Goldstein zu erinnern.